# اچ‌ام‌اس اسکس (۱۶۷۹)
اچ‌ام‌اس اسکس (۱۶۷۹) (به انگلیسی: HMS Essex (1679)) یک کشتی بود.